# Meganomia rossi
Meganomia rossi är en biart som beskrevs av Michener 1981. Meganomia rossi ingår i släktet Meganomia och familjen sommarbin. Inga underarter finns listade i Catalogue of Life.